# Ignatius Mouradgea d'Ohsson
Ignatius Mouradgea d'Ohsson, (Muradcan Tosunyan) född 31 juli 1740 i Konstantinopel, död 27 augusti 1807 i Bièvres nära Paris, var en diplomat i svensk tjänst och historieforskare av armenisk börd.
Mouradgeas far var tolk vid svenska konsulatet i Smyrna. D'Ohsson anställdes 1768 som dragoman vid svenska beskickningen i Konstantinopel, fick fullmakt som diplomatisk sekreterare 1780 och adlades samma år under namnet Mouradgea d'Ohsson. År 1791 blev han legationsråd och var 1795-99 Sveriges minister i Turkiet. 1799 tog han avsked som minister plénipotentiaire. Han publicerade i Paris ett praktverk om osmanska riket, Tableau général de l'empire othoman (3 band, 1787-1820). Hans son Abraham Konstantin Mouradgea d'Ohsson ombesörjde den sista delens utgivning.

## Publicerade arbeten
- Tableau Historique de l’Orient. 2 band.
- Tableau Général de l’Empire Othoman. 7 band. Firmin Didot, Paris 1788–1824.
  - Fragmenter till upplysning om islam eller mahometanska religionen, ur Tableau general de l'empire othoman, par m. de. M... d'Ohsson, utbrutna af J.G. Bure. Stockholm, 1813. Facsimilutgåva i Litteraturbanken